# 9954 Brachiosaurus
A 9954 Brachiosaurus (ideiglenes jelöléssel 1991 GX7) a Naprendszer kisbolygóövében található aszteroida. Eric Walter Elst fedezte fel 1991. április 8-án.
Nevét a Brachiosaurus nevű dinoszaurusz nem után kapta.